# Klimatlagen
Klimatlag, (2017:720), är en svensk lag med bestämmelser om regeringens arbete med åtgärder för klimatförändring i Sverige, vad arbetet ska syfta till och hur det ska bedrivas.

## Historik
I propositionen Ett klimatpolitiskt ramverk för Sverige från 2017 anges Miljömålsberedningen som en viktig bakgrund till klimatlagen, tillsammans med det övergripande Parisavtalet, som godkändes av Riksdagen 2016. Den brittiska lagen Climate Change Act från 2008 influerade utformandet av lagen. Förhandlingarna under COP 21 hade också visst inflytande. Flera andra länder antog liknande lagar under slutet av 2010-talet och början av 2020-talet, bland annat Danmark och Norge.
Klimatlagen beslutades av riksdagen efter en omröstning den 15 juni 2017 genom 254 röster för och 41 röster mot, Sverigedemokraterna var det enda partiet som röstade mot. Lagen trädde i kraft 1 januari 2018.
| Röstfördelningen i sakfrågan 15 juni 2017 | Röstfördelningen i sakfrågan 15 juni 2017 | Röstfördelningen i sakfrågan 15 juni 2017 | Röstfördelningen i sakfrågan 15 juni 2017 | Röstfördelningen i sakfrågan 15 juni 2017 |
| Parti                                     | Ja                                        | Nej                                       | Avstående                                 | Frånvarande                               |
| ----------------------------------------- | ----------------------------------------- | ----------------------------------------- | ----------------------------------------- | ----------------------------------------- |
| Socialdemokraterna                        | 100                                       | 0                                         | 0                                         | 13                                        |
| Moderaterna                               | 68                                        | 0                                         | 0                                         | 15                                        |
| Sverigedemokraterna                       | 0                                         | 39                                        | 0                                         | 8                                         |
| Miljöpartiet                              | 21                                        | 0                                         | 0                                         | 4                                         |
| Centerpartiet                             | 19                                        | 0                                         | 0                                         | 3                                         |
| Vänsterpartiet                            | 16                                        | 0                                         | 0                                         | 5                                         |
| Liberalerna                               | 15                                        | 0                                         | 0                                         | 4                                         |
| Kristdemokraterna                         | 15                                        | 0                                         | 0                                         | 1                                         |
| Partilös                                  | 0                                         | 2                                         | 0                                         | 1                                         |
| Totalt                                    | 254                                       | 41                                        | 0                                         | 54                                        |

## Uppdrag
Lagen ger regeringen i uppdrag att bedriva ett klimatpolitiskt arbete som:
1. syftar till att förhindra farlig störning i klimatsystemet,
2. bidrar till att skydda ekosystemen samt nutida och framtida generationer mot skadliga effekter av klimatförändring,
3. är inriktat på att minska utsläppen av koldioxid och andra växthusgaser och att bevara och skapa funktioner i miljön som motverkar klimatförändring och dess skadliga effekter, och
4. vilar på vetenskaplig grund och baseras på relevanta tekniska, sociala, ekonomiska och miljömässiga överväganden.

## Utsläppsmål
Lagen anger att regeringens klimatpolitiska arbete ska utgå från det långsiktiga, tidssatta utsläppsmål som riksdagen har fastställt. Riksdagen antog 2017 en målsättning om att Sverige inte ska ha några nettoutsläpp av växthusgaser till atmosfären senast år 2045.

## Klimatredovisning
Enligt klimatlagen ska varje regering lämna en klimatredovisning med sin budgetproposition.
Den ska innehålla:
1. en redovisning av utsläppsutvecklingen,
2. en redovisning av de viktigaste besluten inom klimatpolitiken under året och vad de besluten kan betyda för utvecklingen av växthusgasutsläppen, och
3. en bedömning av om det finns behov av ytterligare åtgärder och när och hur beslut om sådana åtgärder i så fall kan fattas.

## Klimathandlingsplan
I den sista paragrafen anger lagen att regeringen vart fjärde år ska ta fram en klimatpolitisk handlingsplan. Lagen anger inte vilken form planen ska ha. Handlingsplanen ska lämnas till riksdagen året efter det att ordinarie val till riksdagen har hållits. 
| Regering               | Titel                                                         | Datum      | Typ         | Källa |
| ---------------------- | ------------------------------------------------------------- | ---------- | ----------- | ----- |
| Regeringen Löfven II   | En samlad politik för klimatet - klimatpolitisk handlingsplan | 2019-12-18 | Proposition | [ 8 ] |
| Regeringen Kristersson | Regeringens klimathandlingsplan – hela vägen till nettonoll   | 2023-12-21 | Skrivelse   | [ 9 ] |

I december 2023 anmäldes klimatminister Romina Pourmokhtari till Konstitutionsutskottet av Miljöpartiet och Centerpartiet efter att hon i en intervju antytt att handlingsplanen kunde dröja in till efterföljande år. Klimathandlingsplanen ankom dock till riksdagen i tid, 21 december.